# Дебра Морган
Дебра Морган (англ. Debra Morgan) — персонаж серії книг та телесеріалу «Декстер». Роль Дебри у серіалі виконує Дженніфер Карпентер.
Дебра — рідна дочка прийомних батьків Декстера, Гаррі та Доріс. Їй не приділяли багато уваги в дитинстві, так як Гаррі був зайнятий тренуванням з Декстером, а мати була хвора на рак і померла, коли їй було 16 років. Дебра (або ж, як її називають близькі люди, Деб) присвячує багато часу для вистежування "М'ясника з Бей-Харбор", не підозрюючи, що це її зведений брат, якого вона дуже любить, хоч і не зізнається у цьому. Дебра часто вживає лайливі слова, але насправді є доброю і товариською. 
Під час серіалу вона зустрічається з багатьма хлопцями, серед яких:
- механік Шон;
- протезист і серійний вбивця Брайан Мозер (він же Руді Купер), брат Декстера
- спортивний тренер і письменник Габріель;
- спецагент Френк Ленді;
- інформатор Антон Бріггс
- її напарник Джої Квінн.

## Дебра у книгах
У книгах ім'я персонажа — Дебора. У книзі «Демон, що спить у Декстері» вона дізнється, що її брат — серійний вбивця. З часом їй вдається прийняти цей факт, але іноді вона все ж вагається між любов'ю до брата і професією поліцейського.
У книзі «Делікатеси Декстера» Дебра завагітніла від свого хлопця, Кайла Чатскі.